# Oyé
Oyé [ɔje]  est une commune française située dans le département de Saône-et-Loire, en région Bourgogne-Franche-Comté.
C'est la commune de création historique de la race bovine charolaise.

## Géographie
Oyé fait partie du Brionnais.

### Climat
Pour des articles plus généraux, voir Climat de la Bourgogne-Franche-Comté et Climat de Saône-et-Loire.
En 2010, le climat de la commune est de type climat océanique dégradé des plaines du Centre et du Nord, selon une étude du Centre national de la recherche scientifique s'appuyant sur une série de données couvrant la période 1971-2000. En 2020, Météo-France publie une typologie des climats de la France métropolitaine dans laquelle la commune est dans une zone de transition entre le climat océanique altéré et le climat de montagne ou de marges de montagne et est dans la région climatique Centre et contreforts nord du Massif Central, caractérisée par un air sec en été et un bon ensoleillement.
Pour la période 1971-2000, la température annuelle moyenne est de 10,6 °C, avec une amplitude thermique annuelle de 16,4 °C. Le cumul annuel moyen de précipitations est de 875 mm, avec 11,5 jours de précipitations en janvier et 7,7 jours en juillet. Pour la période 1991-2020, la température moyenne annuelle observée sur la station météorologique de Météo-France la plus proche, « Briant », sur la commune de Briant à 4 km à vol d'oiseau, est de 11,7 °C et le cumul annuel moyen de précipitations est de 930,7 mm. 
La température maximale relevée sur cette station est de 40 °C, atteinte le 12 août 2003 ; la température minimale est de −14,7 °C, atteinte le 31 décembre 1996,,.
Les paramètres climatiques de la commune ont été estimés pour le milieu du siècle (2041-2070) selon différents scénarios d'émission de gaz à effet de serre à partir des nouvelles projections climatiques de référence DRIAS-2020. Ils sont consultables sur un site dédié publié par Météo-France en novembre 2022.

## Urbanisme

### Typologie
Au 1er janvier 2024, Oyé est catégorisée commune rurale à habitat très dispersé, selon la nouvelle grille communale de densité à sept niveaux définie par l'Insee en 2022.
Elle est située hors unité urbaine et hors attraction des villes,.

### Occupation des sols
L'occupation des sols de la commune, telle qu'elle ressort de la base de données européenne d’occupation biophysique des sols Corine Land Cover (CLC), est marquée par l'importance des territoires agricoles (96,2 % en 2018), une proportion identique à celle de 1990 (96,2 %). La répartition détaillée en 2018 est la suivante : prairies (94,7 %), forêts (3,8 %), zones agricoles hétérogènes (1,5 %). L'évolution de l’occupation des sols de la commune et de ses infrastructures peut être observée sur les différentes représentations cartographiques du territoire : la carte de Cassini (XVIIIe siècle), la carte d'état-major (1820-1866) et les cartes ou photos aériennes de l'IGN pour la période actuelle (1950 à aujourd'hui).

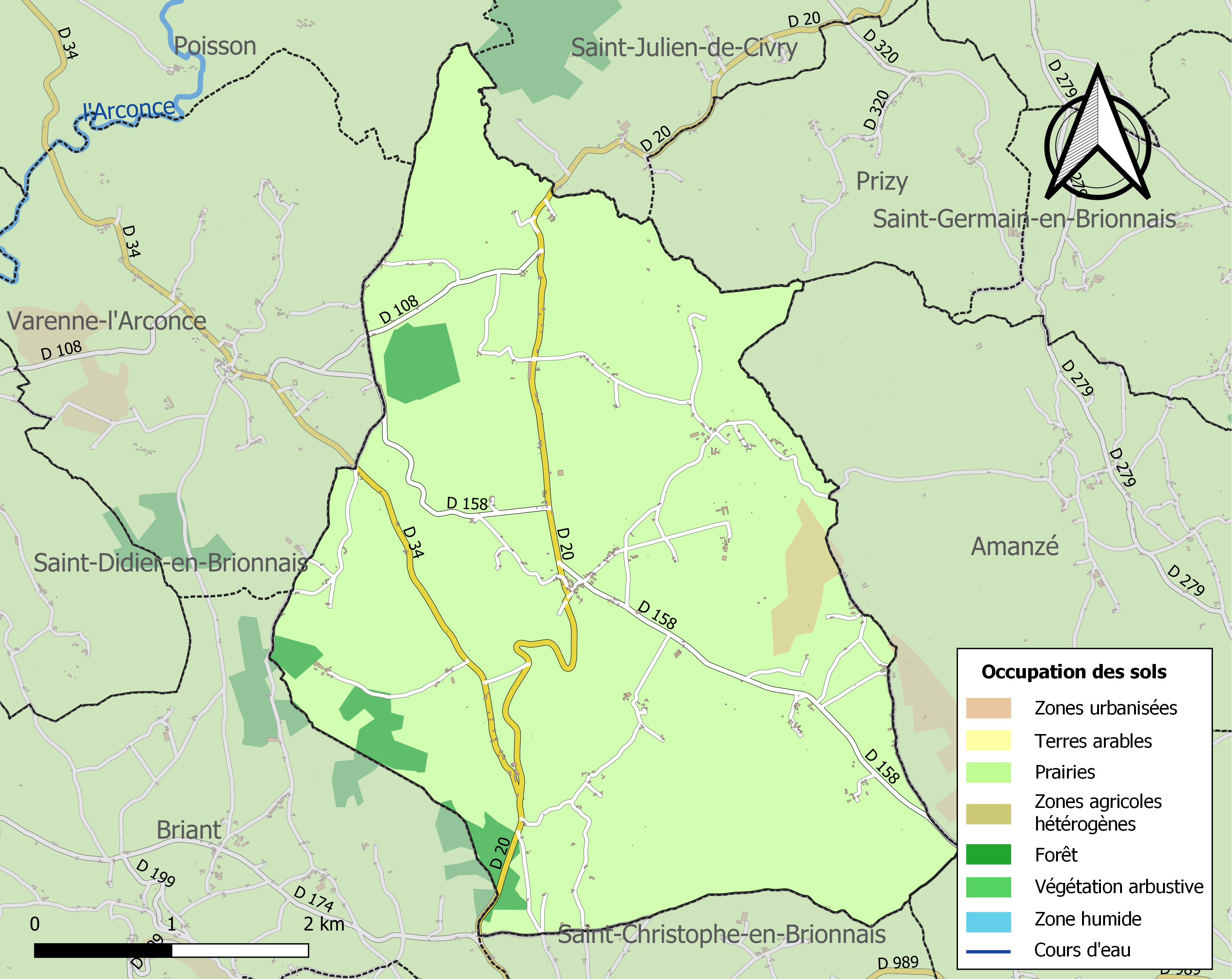
Carte des infrastructures et de l'occupation des sols de la commune en 2018 (CLC).

## Toponymie
Issue du mot d'origine burgonde composé de augo, « le regard » et du suffixe gallo-romain iacum, « le domaine » signifiant « (le domaine de) celui qui observe ».

## Politique et administration
| Période                                  | Période   | Identité          | Étiquette      | Qualité                           |
| ---------------------------------------- | --------- | ----------------- | -------------- | --------------------------------- |
| 1993                                     | mars 2014 | Louis Mamessier   | Sans étiquette | Exploitant agricole à la retraite |
| mars 2014                                | mai 2020  | Claire Gaget      | Sans étiquette |                                   |
| mai 2020                                 | en cours  | Dominique Zanetto | Sans étiquette |                                   |
| Les données manquantes sont à compléter. |           |                   |                |                                   |

## Démographie
L'évolution du nombre d'habitants est connue à travers les recensements de la population effectués dans la commune depuis 1793. Pour les communes de moins de 10 000 habitants, une enquête de recensement portant sur toute la population est réalisée tous les cinq ans, les populations de référence des années intermédiaires étant quant à elles estimées par interpolation ou extrapolation. Pour la commune, le premier recensement exhaustif entrant dans le cadre du nouveau dispositif a été réalisé en 2008.

En 2022, la commune comptait 290 habitants, en évolution de −4,61 % par rapport à 2016 (Saône-et-Loire : −1,06 %, France hors Mayotte : +2,11 %).
| 1793  | 1800 | 1806  | 1821  | 1831  | 1836  | 1841  | 1846  | 1851  |
| ----- | ---- | ----- | ----- | ----- | ----- | ----- | ----- | ----- |
| 1 050 | 901  | 1 032 | 1 182 | 1 243 | 1 143 | 1 063 | 1 075 | 1 076 |

| 1856  | 1861 | 1866 | 1872 | 1876 | 1881 | 1886 | 1891 | 1896 |
| ----- | ---- | ---- | ---- | ---- | ---- | ---- | ---- | ---- |
| 1 062 | 982  | 938  | 912  | 903  | 949  | 958  | 939  | 913  |

| 1901 | 1906 | 1911 | 1921 | 1926 | 1931 | 1936 | 1946 | 1954 |
| ---- | ---- | ---- | ---- | ---- | ---- | ---- | ---- | ---- |
| 805  | 766  | 735  | 575  | 577  | 558  | 555  | 507  | 448  |

| 1962 | 1968 | 1975 | 1982 | 1990 | 1999 | 2006 | 2008 | 2013 |
| ---- | ---- | ---- | ---- | ---- | ---- | ---- | ---- | ---- |
| 404  | 387  | 316  | 270  | 250  | 285  | 292  | 293  | 308  |

| 2018 | 2022 | - | - | - | - | - | - | - |
| ---- | ---- | - | - | - | - | - | - | - |
| 301  | 290  | - | - | - | - | - | - | - |

## Culture locale et patrimoine

### Lieux et monuments

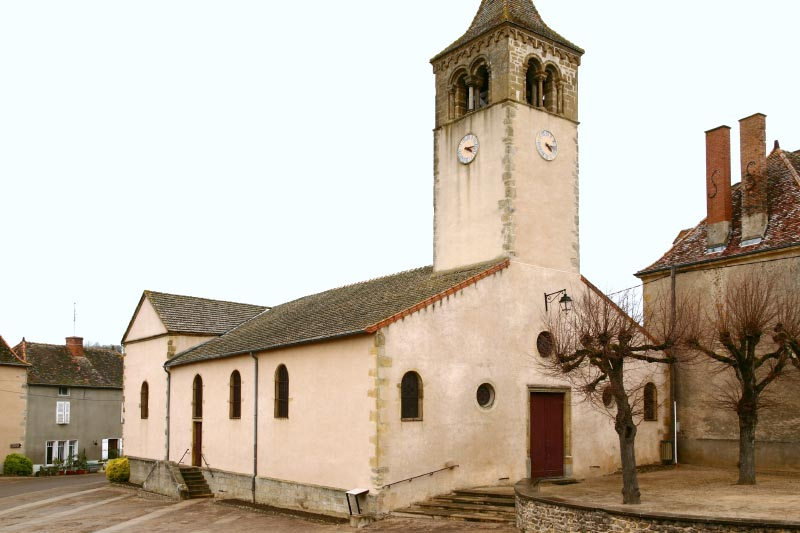
Vue générale de l'église Saint-Jean-Baptiste.

- Le château de Chaumont.
- Le château d'Oyé.
- Château de Daron[19]. Il a été habité par Clément-Edmond Révérend Du Mesnil dans les années 1880[20] ; il y est mort en 1895.
- La chapelle romane de Sancenay (qui dispose d'une cloche fondue en 1821)[21].
- L'église[22]. Elle est placée sous le vocable de saint Jean-Baptiste.  Le clocher et sa base sont de style roman. Ils datent du XIIe siècle. Le reste de l'église a été édifié au XIXe siècle. L'église comporte une nef principale à trois travées et deux bas-côtés. La travée du chœur se prolonge par une abside.  Le clocher comporte un seul étage de baies géminées encadrées par une double archivolte. La toiture a quatre pans repose sur une corniche ornée d'arcatures. Elle présente la particularité d'avoir conservé une cloche antérieure à la Révolution française (1654, fondeur Guillaume Clausse), pesant environ 665 kg et sonnant en mi (la seconde cloche, quant à elle, a été bénite en 1883)[23].

- Le musée La mémoire d'Oyé, Le Bourg.
- La galerie d'art expoyé, Les Rues.

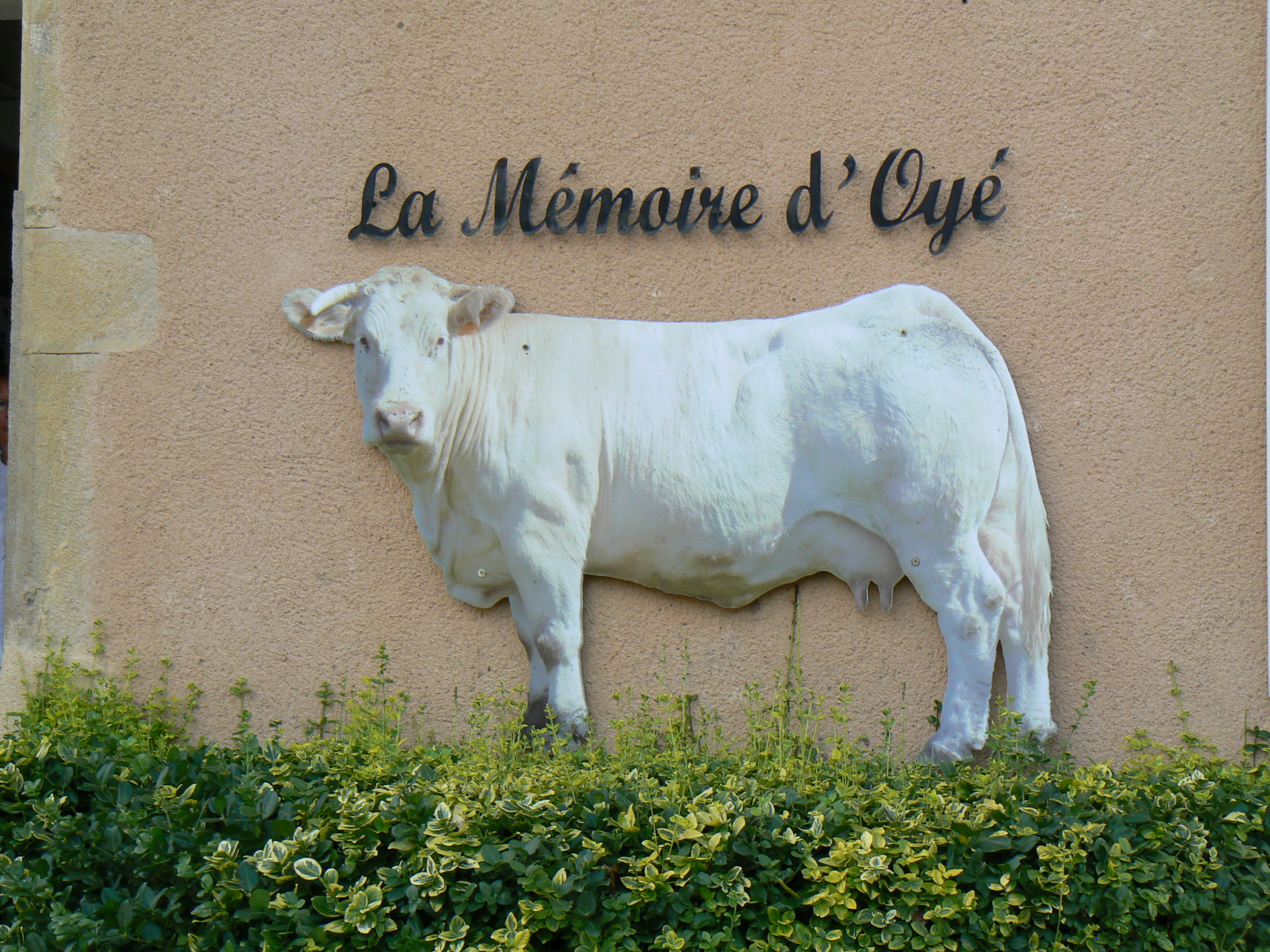
L'entrée du musée, rappelle qu'Oyé est le berceau de la race charolaise.

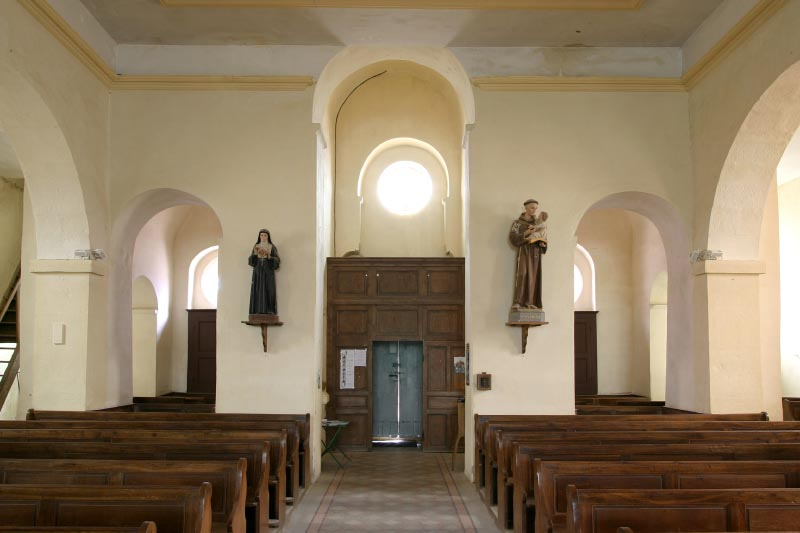
Église : base du clocher.
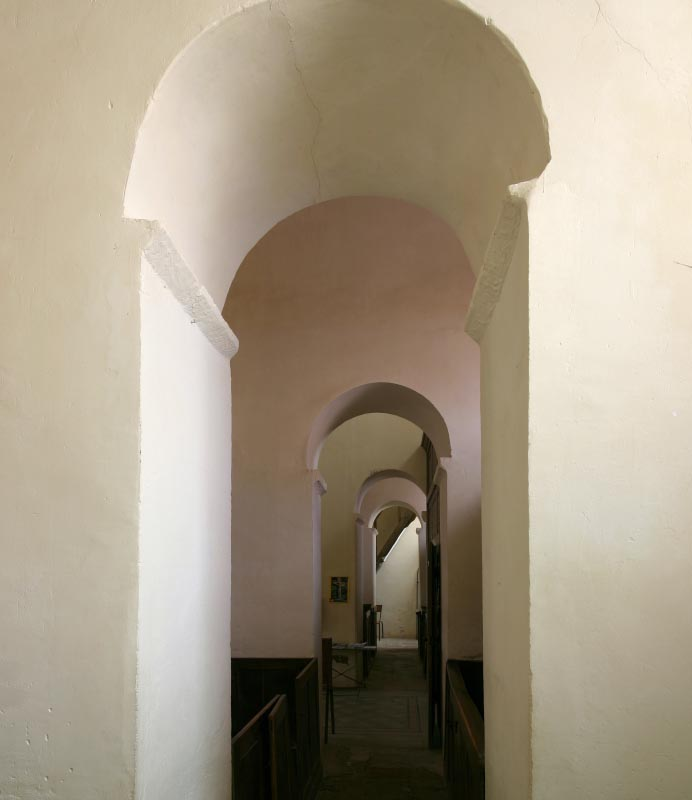
Église : base du clocher.

### Personnalités liées à la commune
- François de Molière d'Essertines, écrivain, poète, romancier et traducteur, né à Oyé vers 1600 et mort à Paris en 1624. Il aurait inspiré son nom de scène à Jean-Baptiste Poquelin.
- Emiland Mathieu (1702-?), emboucheur (marchand fermier) de « Chaumont » au sein de la seigneurie d'Oyé, a popularisé la race charolaise et est devenu l'un des plus grands marchands de bestiaux du Brionnais[24].
- Claude Mathieu (1738-1793), homme politique né à Oyé, député de la Nièvre.

## Pour approfondir